# Almanach ouvrier et paysan
L’Almanach ouvrier et paysan, devenu après guerre Almanach ouvrier-paysan, est une publication annuelle éditée par les journaux communistes L'Humanité et L'Humanité dimanche. Sa parution commence en 1926, voire en 1925 (sous le titre d'« Almanach bolchévique »). Renommé « Almanach encyclopédique et populaire » en 1987, sa dernière livraison a lieu en 1997.

## Le temps de l'almanach
Pour les diffuseurs bénévoles de la presse communiste, la diffusion de l'« Almanach de l'Humanité », comme il se sous-titrait dès l'origine, commençait au mois d'octobre de l'année « N - 1 », pour l'année « N ». Les comptes étaient clos en janvier. Elle s'effectuait auprès du lectorat de la presse habituelle du PCF, y compris les lecteurs du journal La Terre qui y trouvaient de nombreuses rubriques spécialisées en agriculture.
Cet Almanach se situe dans la longue histoire des ouvrages de bibliothèques populaires de colportage. La concurrence était grande sur ce créneau : L'Almanach Vermot publiait, depuis 1886, le trombinoscope des ministres, des députés et des sénateurs et de nombreuses pages de conseils de jardinage, outre des « blagues » plus ou moins spirituelles. Les Éditions Hachette éditaient aussi un Almanach populaire, comme de nombreux organes de presse spécialisée (rail, mode, agriculture). Les anarchistes publient à la fin du XIXe siècle, l'Almanach du Père peinard, puis après 1919 un Almanach du peuple. Le Parti socialiste SFIO avait publié avant la Guerre de 1914-1918 un Almanach du Parti socialiste. Imprimé par la Librairie du Parti socialiste, l'édition pour l'année 1913 comptait 145 pages, 18 cm x 12 cm, mais il était loin de concurrencer le « Vermot », fort de plus de 400 pages, format 29 cm x 19 cm.

## Almanach bolchévique pour 1925
La librairie de L'Humanité est chargée de reprendre la tradition, longtemps maintenue par les mouvements anarchistes, (L'almanach du père Peinard, par exemple) et de diffuser L'Almanach du Parti communiste pour 1925. Le dessin de couverture, réalisé par Jules Grandjouan, place au premier plan un ouvrier avec un marteau et un paysan avec une faucille, le tout sous bannière « bolchévique » rouge. Un objet de 117 pages, de format 20 cm x 13 cm. La dernière de couverture est une carte des « Républiques d'Europe de l'URSS ». Des textes reprennent les thèmes communistes du moment, mais ce qui étonne est la personnalisation de ceux-ci par les photos pleine page des auteurs : Pierre Semard, Suzanne Girault, Albert Treint, Louis Sellier, Georges Marrane, Henri Jacob, Marcel Cachin, Gaston Monmousseau, Jacques Doriot, Henri Boville, Jules Teulade, François Chasseigne, Henri Raynaud, Édouard Dudilieux, Julien Racamond. Avec Lénine, Rykov, Kamenev, Rakovsky, Lounatcharsky, Zinoviev, Karl Liebknecht, Rosa Luxemburg, Tchitchérine et Karl Marx, c'est un « musée Grévin » ou un « livre des Saints », plus qu'un almanach populaire, sans rubrique pratique.
 On note toutefois deux absents de marque (Staline et Trotsky)…

## Almanach ouvrier et paysan, 1926 - 1986
En 1926 commence réellement la parution de l'Almanach ouvrier et paysan. De format 21,5 cm x 13,5 cm, imprimé par l'Union typographique de Villeneuve-Saint-Georges, il est vendu vendu 5 francs et contient 289 pages. L'éphéméride est associé à des sentences sorties des œuvres de Lénine,  des dessins agrémentent le calendrier. Des pages blanches permettent d'écrire soit les achats des légumes, soit plus probablement les dates des prochaines réunions. Des petits chapitres illustrés font œuvres pédagogiques, des poèmes et des textes exaltent la Révolution : Paul Vaillant-Couturier, Henri Barbusse. L'activité du PCF est décortiquées. Marcel Cachin passe en revue l'activité parlementaires, etc. Parmi  les artistes qui y participent par des gravures, on note Frans Masereel.  Les locataires, les paysans, le Secours rouge, les femmes, les enfants ont leur rubrique. 15 000 exemplaires auraient été mis en diffusion.
Les années suivantes sont de la même veine avec une augmentation dès 1927 de la partie pratique, notamment des conseils de bricolage ou juridiques et une augmentation du catalogue des éditions du Parti communiste, des pages d'histoire du Mouvement ouvrier, quelques publicités et des extraits du film Le Potemkine de Sergueï Eisenstein. 
Des nouvelles, des poèmes et des chants, illustrés, complètent chaque année les volumes, dont une part importante est consacrée à l'éphéméride de l'année écoulée. Au fil des années la partie encyclopédique s'accroit, faisant recours à des historiens, des scientifiques et bien sûr aux journalistes de L'Humanité. 
Les tirages de l'Almanach montrent la large audience de ce média populaire. De 15 000 en 1927, celui-ci passe à 90 000 en 1935, et atteint 350 000 exemplaires en 1939. En 1947 les 400 000 sont annoncés. 
La parution cesse après l'édition de 1939, en raison de la guerre. Elle reprend à la fin de l'année 1945, pour l'an 1946, avec une pagination réduite. Puis elle poursuit le rythme annuel de volumes de 250 à 300 pages, jusqu'en 1986 sous plusieurs formats : 21 cm x 13,5 cm de 1926 à 1955 ; 24 cm x 16 cm de 1956 à 1972 ; 18,6 cm x 18,6 cm de 1973 à 1979 ; 18,6 cm x 17,8 cm de 1980 à 1986.
Les couvertures sont illustrées jusqu'en 1955 de photomontages ou de dessins d'inspiration « réaliste socialiste » par des créateurs tels Jean Picart Le Doux (1947), Paul Colin (1948), Hervé Morvan (1951), André Fougeron (1952), Jean Effel (1953, 1959), Jean Amblard (1955). Cette présentation est abandonnée ensuite pour des photos. Ainsi figurent en une, Louison Bobet en 1961, Jean-Paul Belmondo en 1963, Charlie Chaplin en 1964 ou Françoise Dorléac en 1965. Le maquettiste René Moreu réalise de nombreuses couvertures à partir de 1966.

## Almanach encyclopédique et populaire, 1987 - 1997
Il est publié sous un nouveau format, 27 cm x 18 cm, avec une pagination d'environ 270 pages, à partir de 1987. La parution s'arrête avec le millésime 1997.